# Husova (Plzeň)
Husova je ulice na Jižním Předměstí v plzeňském městském obvodě Plzeň 3. Spojuje ulice Skvrňanskou se sady Pětatřicátníků. Pojmenována je po českém středověkém reformátorovi a vysokoškolském pedagogovi Janu Husovi. Za komunistického režimu ulice nesla jméno po vůdci Bolševické strany Vladimiru Iljiči Leninovi. Nachází se mezi ulicemi Tylova, Poděbradova a Divadelní. Ulici kříží Husovo a náměstí Emila Škody. Ze severu do ulice vstupují ulice: U Tržiště, Kovářská, Karlova a Kotkova, z jihu: Koperníkova, Skrétova a Kardinála Berana. Autobusová veřejná doprava obsluhuje ulici v celé její délce, trolejbusová v úseku Husovo náměstí - centrální autobusové nádraží. Na ulici leží dvě zastávky: Divadlo J. K. Tyla (autobusy) a CAN Husova (autobusy a trolejbusy). V úseku mezi ulicí Kardinála Berana a sady Pětatřicátníků je parkovací tarifní zóna B. Pod ulicí u centrálního autobusového nádraží vede podchod z Tylovy ulice do budovy nádraží. Ulice a její přilehlé okolí je vyhledáváno narkomany.

## Budovy, firmy a instituce
- Kostel Sboru Karla Farského[4]
- evangelický kostel církve metodistické Maranatha[5]
- lékárna
- pension
- restaurace
- potraviny
- kavárna
- posilovna
- Waldsdorfská škola Dobromysl[6]
- centrální autobusové nádraží[7]
- památník 16. obrněné divizi[8]
- památník československým vojákům na západě
- Česká národní banka[9]
- Brummelův dům[10]

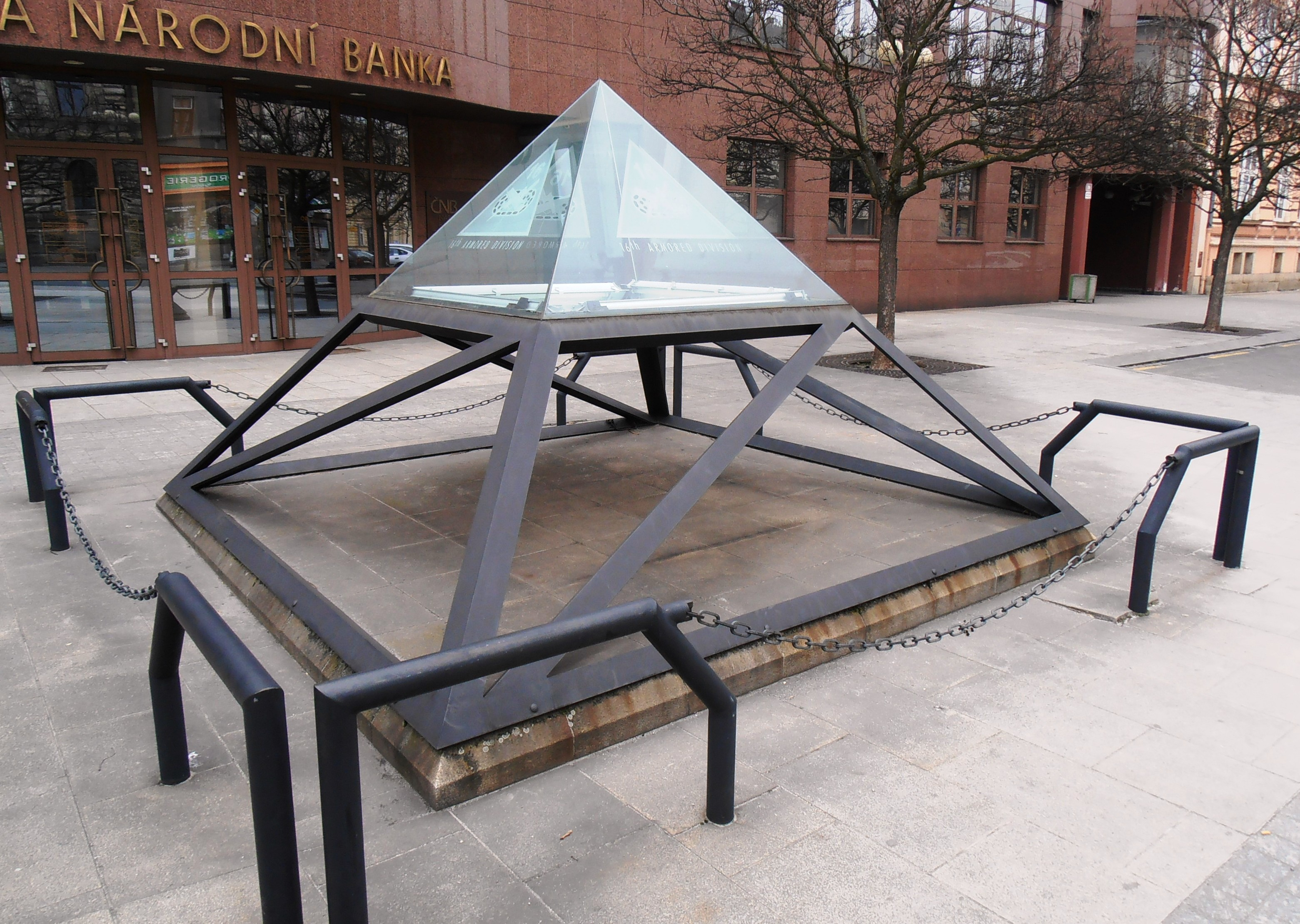
Památník 16. obrněné divizi
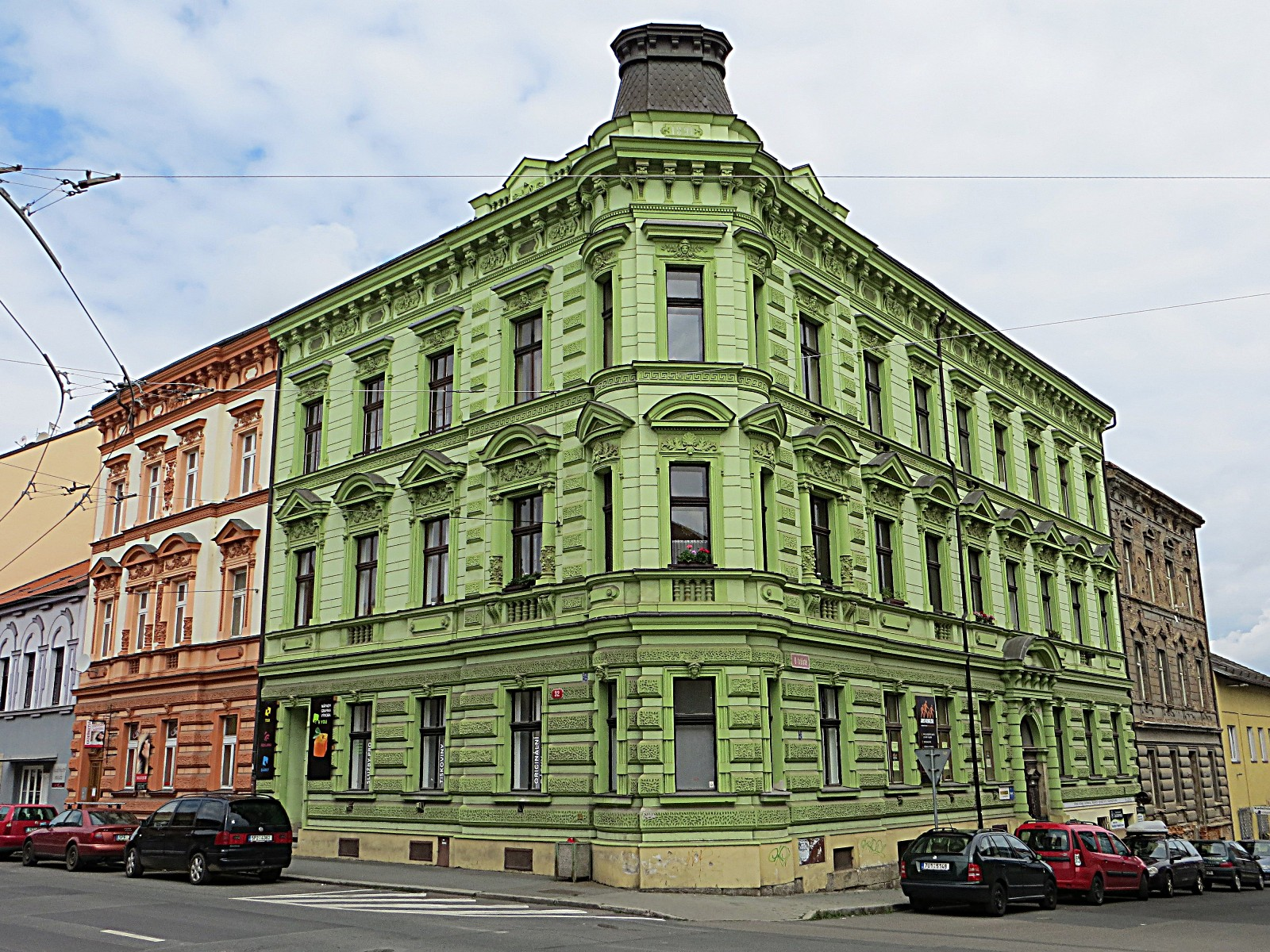
Husova ulice
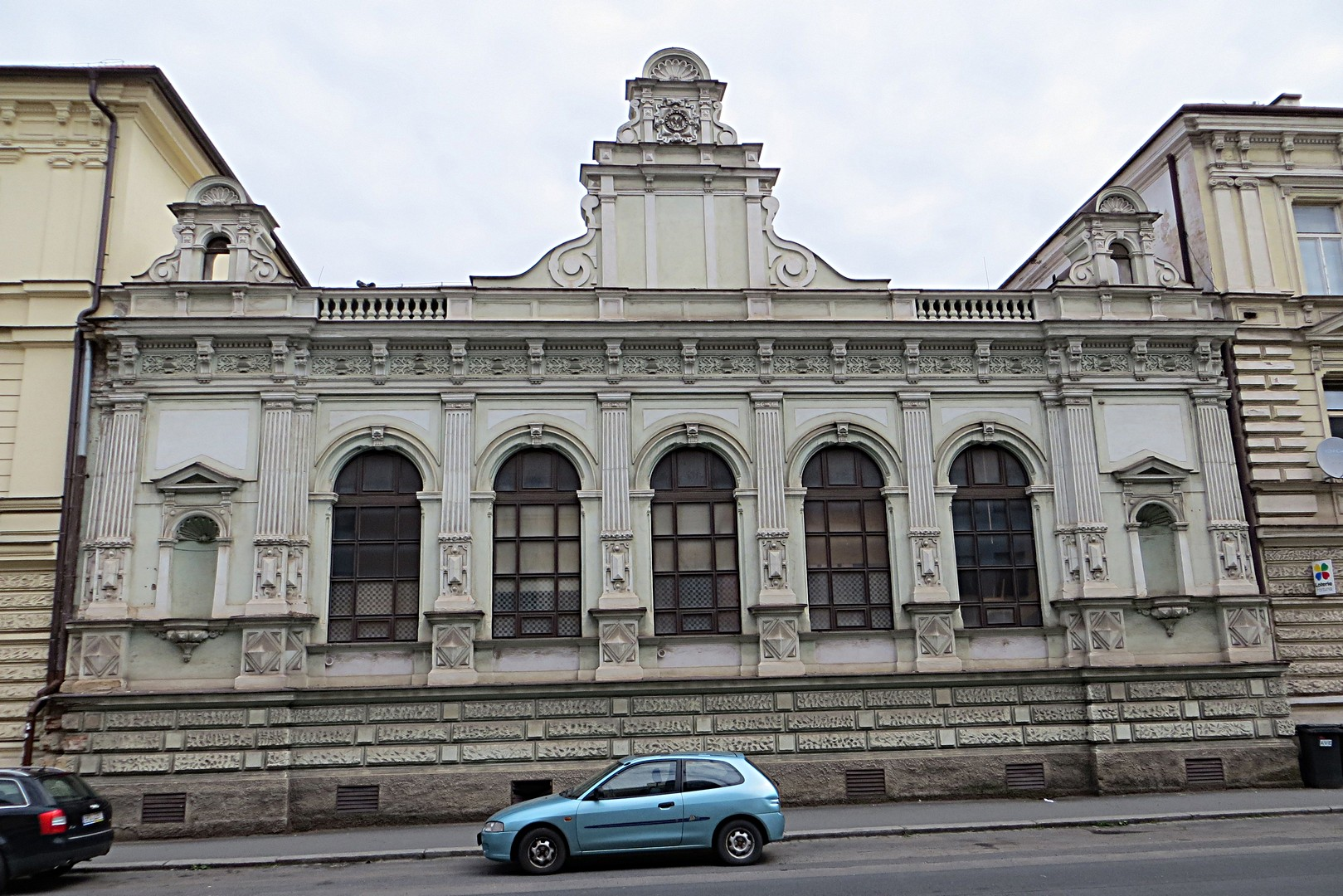
Husova ulice
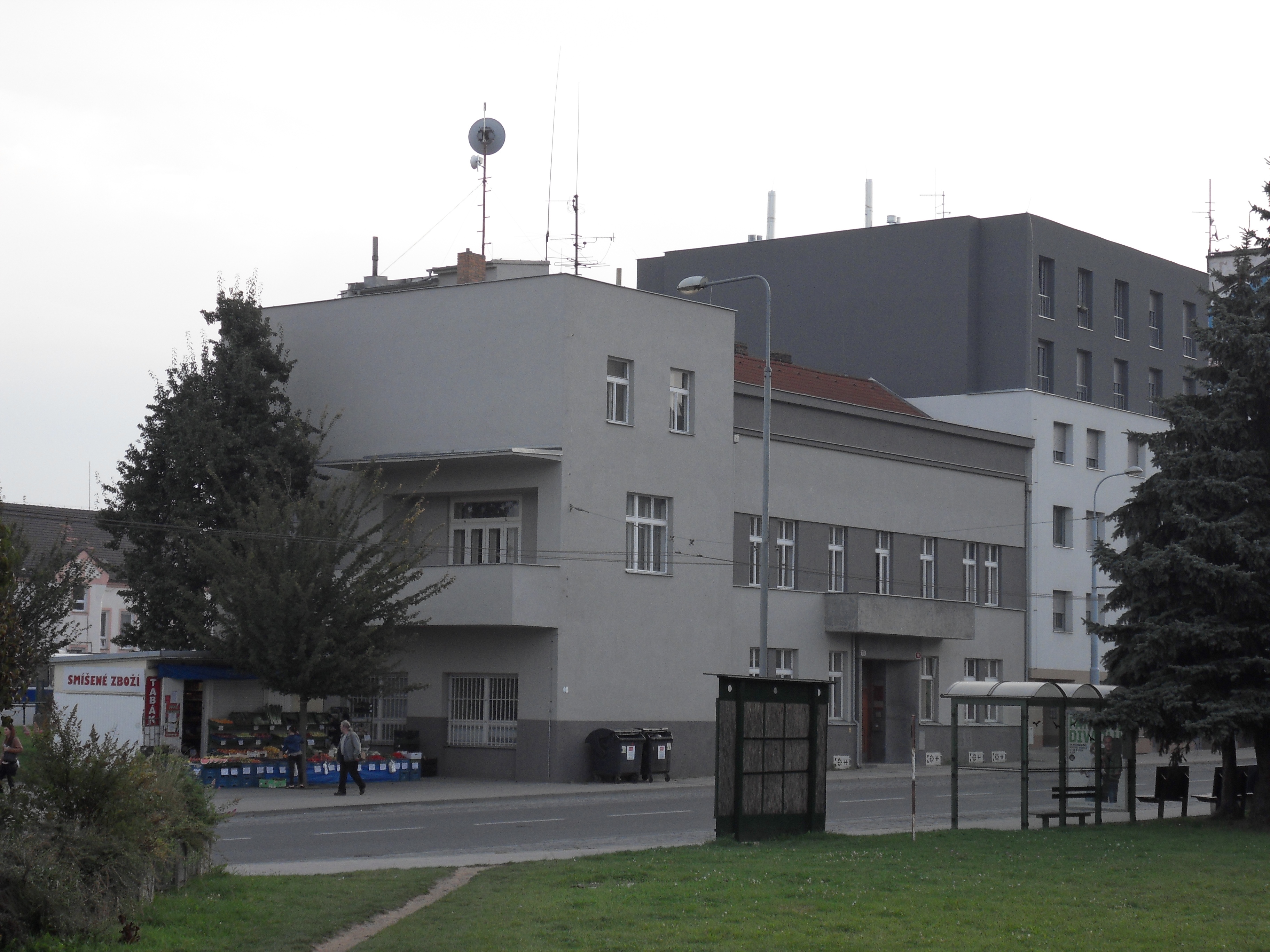
Kostel Sboru Karla Farského
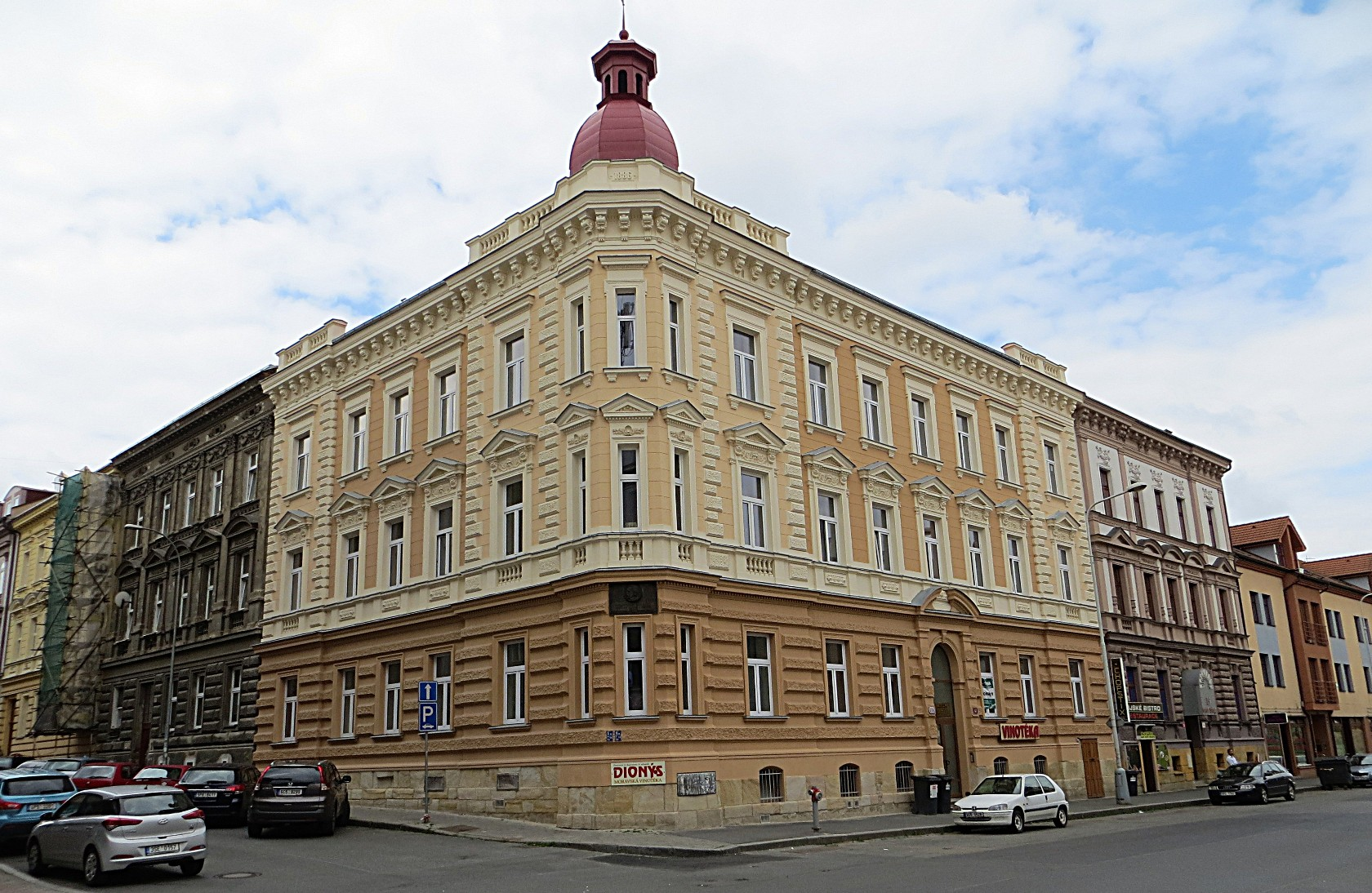
Česká národní banka
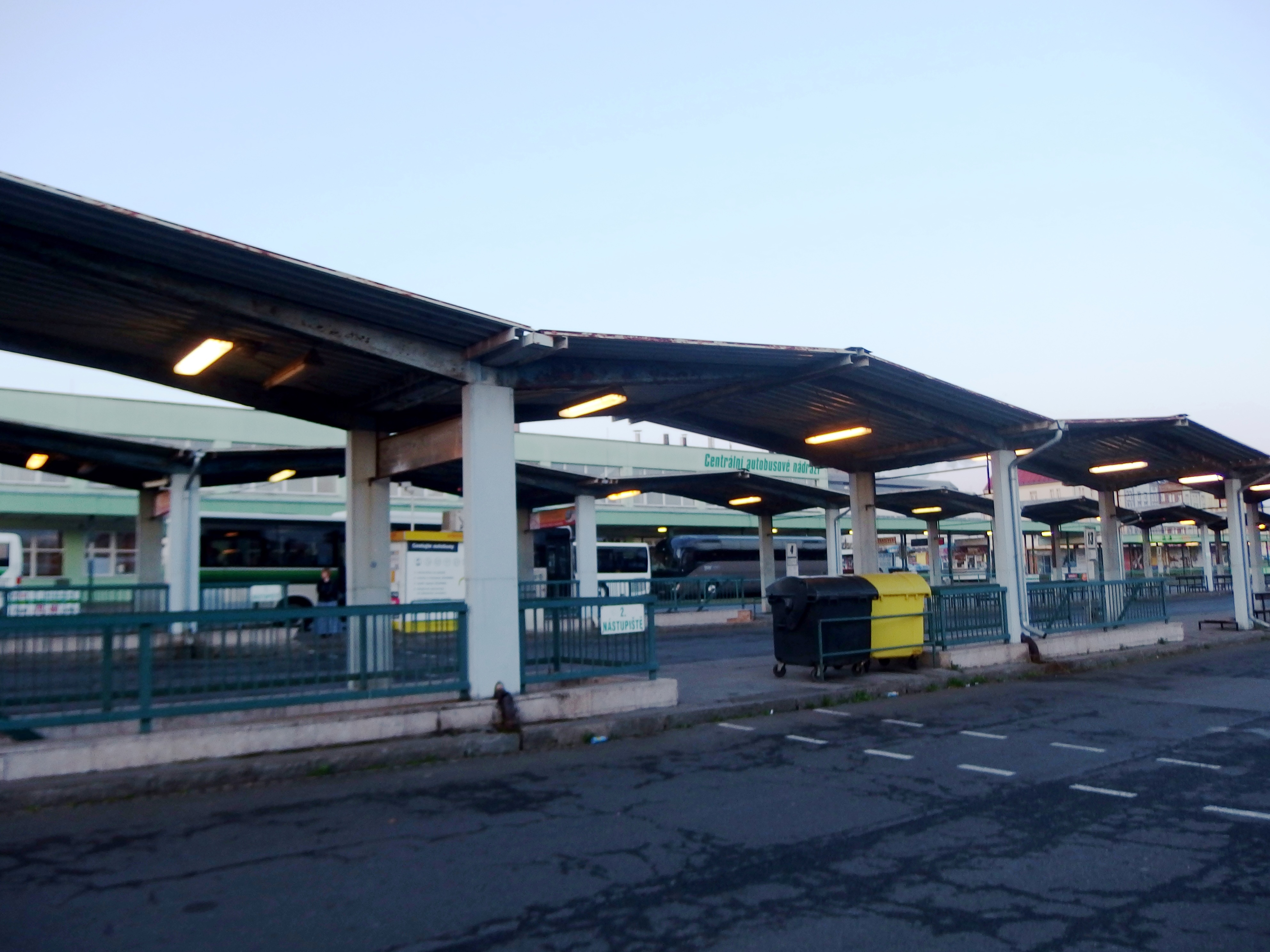
Centrální autobusové nádraží
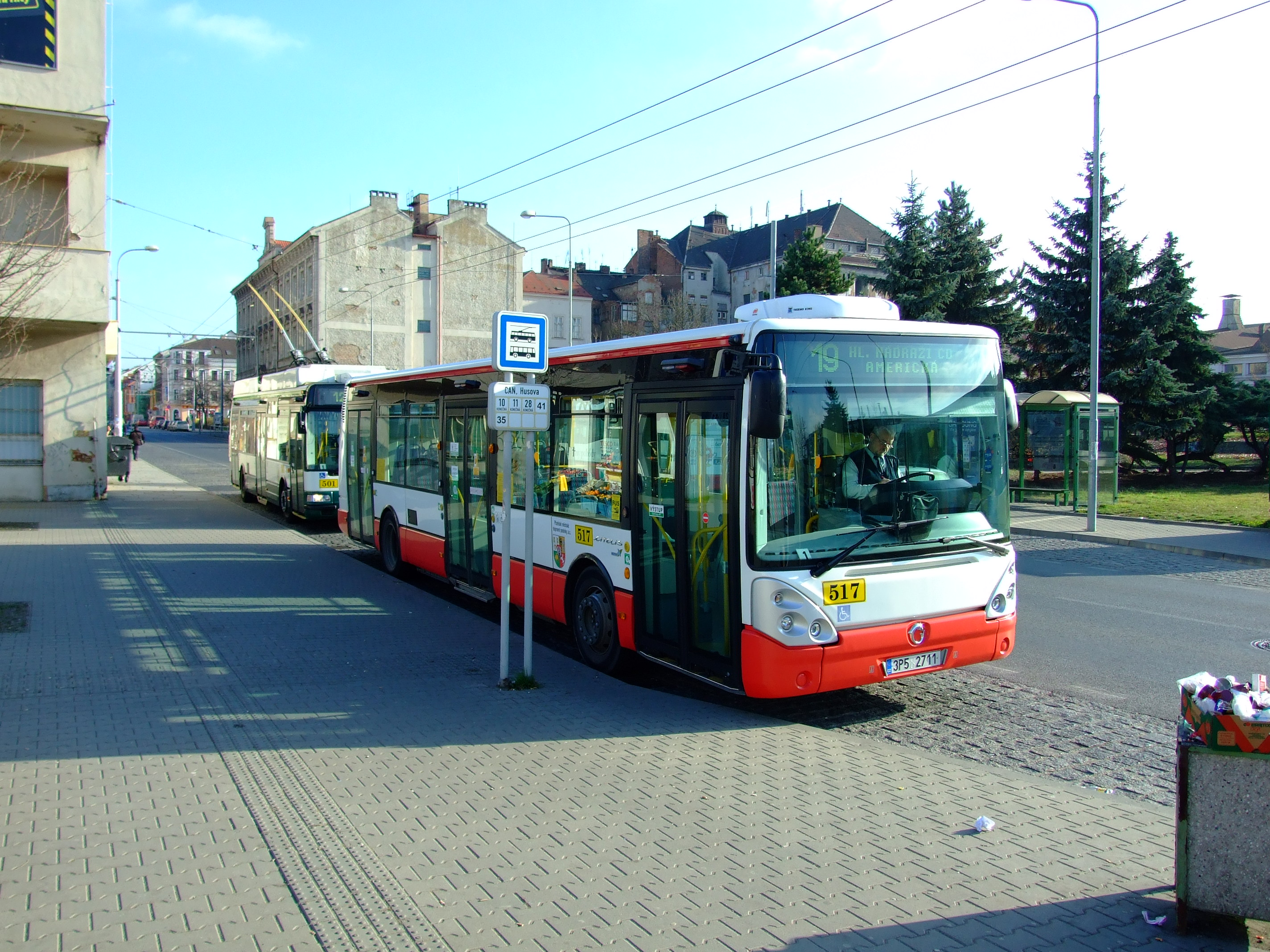
Zastávka CAN Husova